# Romainville-Carnot
Romainville-Carnot è una stazione della linea 11 della metropolitana di Parigi.
Si trova tra i comuni di Noisy-le-Sec e Romainville.

## Storia
Già alla fine degli anni 1920 è previsto di istituire il capolinea della linea 11 a place Carnot: il progetto è tuttavia abbandonato.
La stazione è stata costruita nell'ambito del prolungamento della linea 11 da Mairie des Lilas verso Rosny-Bois-Perrier: la talpa è arrivata nel sito della stazione nell'aprile 2021, in ritardo rispetto al programma, minacciando l'apertura dell'estensione della linea. Originariamente avrebbe dovuto chiamarsi Place Carnot, ma il 27 aprile 2022 il comitato tecnico ha ufficializzato il nome di Romainville-Carnot.
Viene inaugurata il 13 giugno 2024.

## Struttura
La stazione, dotata di quattro accessi, è posta ha una profondità di 26 metri, risultando la più profondo della linea, e dispone di due binari serviti da due banchine laterali, accessibili tramite scale, scale mobili e ascensori.

## Interscambio
- Fermata autobus

## Servizi
La stazione dispone di:
- Accessibilità per portatori di handicap
- Ascensori
- Scale mobili
- Emettitrice automatica biglietti
- Servizi igienici